# 南湖街道 (南京市)
南湖街道是中华人民共和国江苏省建邺区东北部已撤销的一个街道，因辖区内有“南湖”而得名。面积1.9平方公里，下辖9个社区，2010年常住人口83040人。南湖街道东至外秦淮河与秦淮区、白下区相隔，西至江东北路与兴隆街道相邻，北至汉中门大街与鼓楼区江东街道相接，南至集庆门大街与南苑街道相邻。街道辖区东北角有莫愁湖。2012年，原下辖行政区划并入莫愁湖街道。

## 下辖社区
茶亭社区、艺苑社区、文体社区、康福社区、电站社区、沿河社区、蓓蕾社区、水西门社区、长虹路社区